# Quế Ngọc Hải
Quế Ngọc Hải (ur. 15 maja 1993 w Nghệ An) – wietnamski piłkarz grający na obronie, reprezentant kraju.

## Życiorys
W 2018 zwyciężył z wietnamską kadrą w turnieju AFF Cup. Był kapitanem drużyny Wietnamu na Puchar Azji w Piłce Nożnej 2019.